# Ba Football Club
El Ba Football Club es un club de fútbol de la ciudad de Ba, Fiyi, Fue fundado el 30 de noviembre de 1935. Actualmente se desempeña en la Liga Nacional de Fútbol de Fiyi.
Es club más laureado del país ganando en total la Liga Nacional de Fútbol de Fiyi en 21 oportunidades, la Copa de Fiyi 8 veces, la Supercopa de Fiyi 20 veces, el Campeonato de Fútbol Interdistrital de Fiyi 24 veces y la copa Batalla de los Gigantes en 17 ocasiones siendo el club más laureado en todas las competencias mencionadas, además también fue uno de los primeros y el único equipo de Fiyi en disputar la primera edición de la Liga de Campeones de la OFC en 1987 terminado en el Tercer Puesto, lograría quedar en el podio algunas veces más pero en la edición de 2007 lograría su mejor desempeño quedando Subcampeón.

## Estadio
Juega de local en el Govind Park, con capacidad para 13 500 espectadores.

## Futbolistas

### Plantilla

#### Altas y bajas 2020
| Altas                 | Altas          | Altas              | Altas     | Altas |
| Jugador               | Posición       | Procedencia        | Tipo      | Costo |
| --------------------- | -------------- | ------------------ | --------- | ----- |
| Laisenia Raura        | Defensa        | Suva               | Traspaso. | --    |
| Antonio Tuivuna       | Centrocampista | Labasa             | Traspaso. | --    |
| Jason Thomas          | Defensa        | Erakor Golden Star | Traspaso. | --    |
| Benjamin Totori       | Delantero      | Solomon Warriors   | Traspaso. | --    |
| Beniamino Mateinaqara | Portero        | Lautoka            | Traspaso. | --    |
| Samuela Drudru        | Delantero      | Lautoka            | Traspaso. | --    |

| Bajas   | Bajas    | Bajas       | Bajas | Bajas |
| Jugador | Posición | Procedencia | Tipo  | Costo |
| ------- | -------- | ----------- | ----- | ----- |

## Palmarés

### Torneos nacionales
- Liga Nacional de Fútbol de Fiyi (21): 1977, 1979, 1986, 1987, 1992, 1994, 1995, 1999, 2001, 2002, 2003, 2004, 2005, 2006, 2008, 2010, 2011, 2012, 2013, 2016 y 2019.
- Campeonato de Fútbol Interdistrital de Fiyi (24): 1961, 1963, 1966, 1967, 1968, 1970, 1975, 1976, 1977, 1978, 1979, 1980, 1982, 1986, 1991, 1996, 1997, 2000, 2003, 2004, 2006, 2007, 2013 y 2015.
- Batalla de los Gigantes (17): 1979, 1981, 1984, 1990, 1992, 1993, 1998, 1999, 2000, 2001, 2006, 2007, 2008, 2009, 2012, 2013, 2018.
- Copa de Fiyi (8): 1991, 1997, 1998, 2004, 2005, 2006, 2007 y 2010.
- Supercopa de Fiyi (20): 1993, 1994, 1995, 1996, 1997, 1998, 1999, 2000, 2001, 2002, 2003, 2004, 2005, 2006, 2008, 2011, 2012, 2013, 2014 y 2019.